# Детков, Сергей Юрьевич
Сергей Юрьевич Детков (5 марта 1979, Ленинград) — российский ориентировщик. Мастер спорта России международного класса. Обладатель золотых медалей чемпионатов мира среди военнослужащих, призёр Всемирных игр, призёр первенства мира среди юниоров, многократный чемпион России по спортивному ориентированию. Архивная копия от 22 сентября 2017 на Wayback Machine Архивная копия от 15 августа 2020 на Wayback Machine
Жена Кристина, дочь Вероника.